# Guingamp
Guingamp / Gwengamp là một xã trong tỉnh Côtes-d'Armor, thuộc vùng hành chính Bretagne của nước Pháp, có dân số là 8008 người (thời điểm 1999). Guingamp nằm giữa Saint-Brieuc và Brest cạnh dòng sông nhỏ Trieux.

## Những người con của thành phố
- Joseph Guy Ropartz (1864-1955), nhà soạn nhạc